# Ivan Matteoni
Ivan Matteoni est un footballeur saint-marinais né le 21 août 1971. 
Milieu de terrain historique de la Nazionale saint-marinaise avec laquelle il compte 44 sélections. 
Ancien joueur de la Juvenes, du SP Tre Fiori, et de la Juvenes/Dogana, il a rejoint en 2004 le SP Tre Penne participant à son bon parcours en Coupe et à la victoire en Trophée fédéral. Avec son grand nombre d'internationaux, le SP Tre Penne est l'un des favoris du nouveau championnat malgré son début de saison mitigé.

## Carrière
- 1991-1993 :  Saint-Marin Calcio
- 1995-1998 :  AC Juvenes/Dogana
- 1998-2002 :  SP Tre Fiori
- 2002-2003 :  AC Juvenes/Dogana
- 2003-2004 :  SP Tre Fiori
- 2004-2005 :  SS San Giovanni
- 2005-2009 :  SP Tre Penne

## Palmarès
- Finaliste de la Coupe de Saint-Marin en 2001 (SP Tre Fiori) et en 2005 (SP Tre Penne)
- Vainqueur de la Supercoupe de Saint-Marin en 2005 (Tre Penne)

## Statistiques
- 44 sélections avec le Saint-Marin